# Burg Hauenstein (Hauenstein)
Die Burg Hauenstein ist die Ruine einer Höhenburg auf 330 m ü. NN in Hauenstein, Ortsteil der Gemeinde Laufenburg am Hochrhein, im Landkreis Waldshut in Baden-Württemberg.

## Lage/Gelände
Die Burg Hauenstein befindet sich auf einem vom Rhein aufspringenden Felsrücken aus sehr hartem Porphyr, steil oberhalb des Städtchens Hauenstein. Die Burganlage verläuft schräg von Nordosten nach Südwesten. Die Höhenlage und eine Biegung im Rhein ermöglichen einen weiten Blick flussauf- und abwärts. Dem Rheinufer folgend verlief schon zur Römerzeit ein wichtiger Handelsweg. Zusammen mit den umliegenden Flusstälern der Alb, Schlücht und Wehra bildet es eine Einfassung. Somit ergab sich schon mit natürlichen Mitteln die Möglichkeit, den Land- und Schiffsweg auf dem Rhein kontrollieren zu können. Die heutige Straße in Richtung Hochsal wurde erst viel später durch das Felsmassiv gebrochen.

## Zweck der Anlage
Die Anlage wurde vermutlich zur Sicherung des Klosters Säckingen errichtet. In diversen alten Urkunden wird Hauenstein auch mit der Grenze der Schneeschmelze des Schwarzwalds vereint, was somit auch eine natürliche Grenze darstellte. Gründe zur Sicherung dieses strategisch wichtigen Grenzpunktes an genauer dieser Stelle gab es jedenfalls genug, um einen Burgenbau bereits im Frühmittelalter, wenn nicht sogar bereits zum Ende der Antike zu rechtfertigen.
Durch die natürliche Verengung des unterhalb der Burg verlaufenden Handelswegs, die Verbindungsstraße in Ost-West-Richtung und die Schifffahrt auf dem Rhein konnten von diesem Punkt aus die Wege exzellent überwacht und Zölle ohne größere Schwierigkeiten eingetrieben werden, da ein rechtsrheinisches Umgehen auf dem Landweg zu damaliger Zeit durch eine weitere natürliche Barriere der Albschlucht nur mit erheblichem Aufwand möglich war, zumal der einzige Flussübergang dort zusätzlich durch die Burg Tiefenstein abgeriegelt war.
Die Burg Hauenstein, ein Reichslehen, war bis zum Jahre 1500 Sitz der Waldvogtei der Grafschaft Hauenstein und diente als Zollgebäude und als Landesverwaltung.

## Gesamtanlage

### Vorgelagertes Verteidigungswerk
Der Zugang zum Burgplatz erfolgte aus südwestlicher Richtung. Links vom Zugangsweg verlief ein tiefer Spitzgraben. Zwei weitere Gräben vor der Burg wurden teilweise von einem Wall begrenzt. Die Anlage selbst war von südwestlicher Richtung mit Graben und Wall geschützt. Vor der Nordostmauer verlief ein weiterer Graben. Im Nordwesten Burg lag ein künstlich angelegter Teich, der über ein mit Holz und Erde bedecktes Wuhr gespeist wurde. Das Wasser kam vom etwa zwei Kilometer entfernten Hochsal. Reste dieses Wuhrs sind noch vorhanden. Das überschüssige Wasser floss durch einen speziell dafür angelegen Graben, der sich am südwestlichen Teil, unterhalb der Burg entlangzog und von dort aus entlang der südwestlichen Stadtmauern der Vorburg verlief, dem Rhein zu.

### Die Burganlage
Die Anlage wurde mehrfach verändert und erweitert. Einige Erweiterungen lassen sich, selbst aus dem heute in weiten Teilen verfallenen Bauzustand, noch deutlich erkennen. Der älteste Teil der Burg ist wahrscheinlich der Südwestteil. Dort schließt sich der Anlage ein Gebäude an, welches aufgrund seiner oktogonalen Grundform, die heute noch ansatzweise erkennbar ist, auf eine mittelalterliche Erbauung wohl im 10. oder 11. Jahrhundert schließen lässt. Möglich ist, dass dieser Teil bereits zur karolingischen Zeit befestigt und somit bereits in der Frühphase Sitz der Gaugrafen des Albgau war. Zur genauen Altersbestimmung der Anlage sind weitere Untersuchungen notwendig.

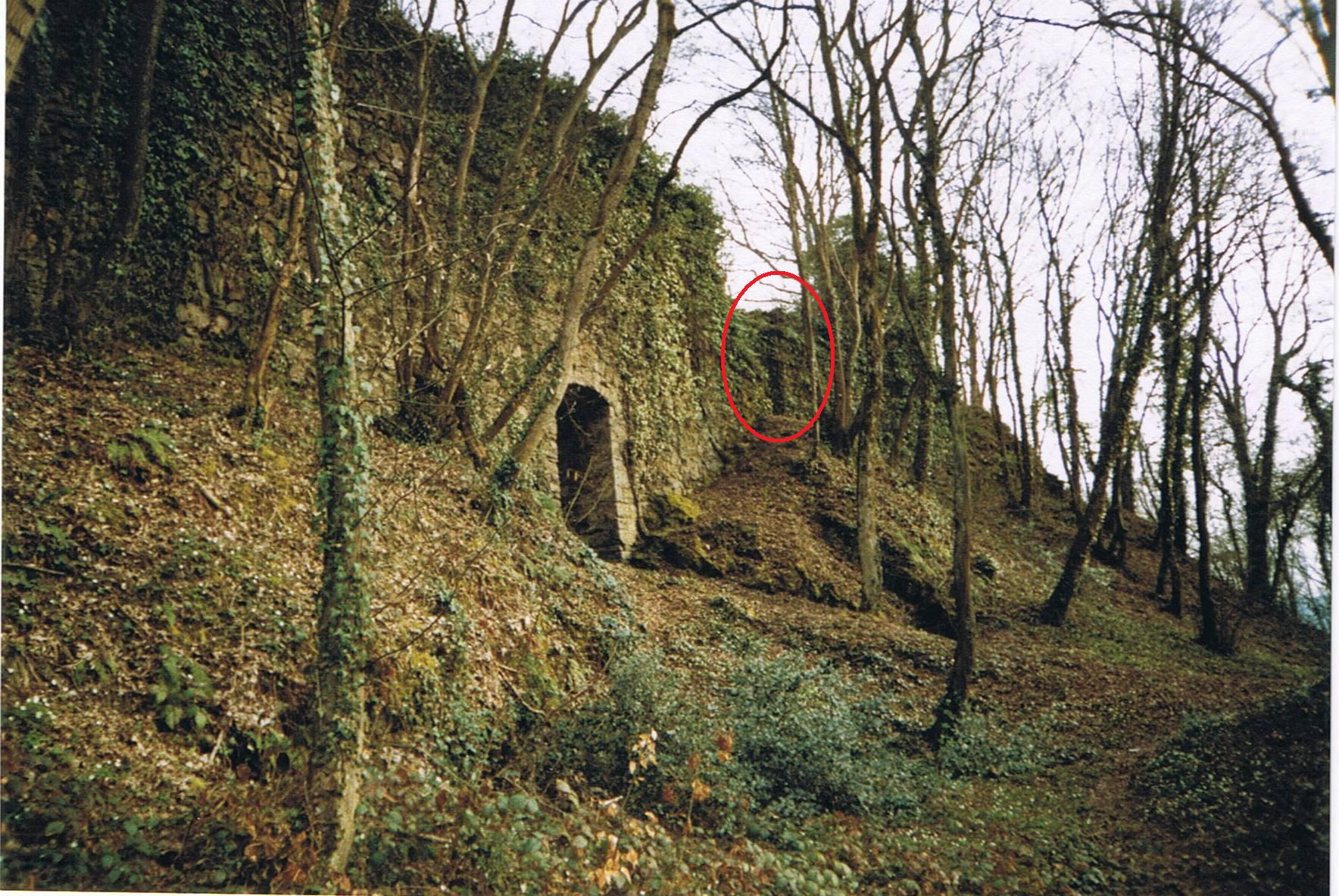
Maueransatz der Nordmauer an den alten Palas (rot umrandet)

Die in einer späteren Bauphase etwa 3 Meter starke, gegen Nordwesten hin gerichtete Schild- bzw. Mantelmauer mit darüber verlaufendem, hölzernen Wehrgang wurde an das schräg verlaufende Mauerwerk des alten Palas, welches eventuell ursprünglich lediglich ein Festes Haus war, angebaut. Dieser Anbau lässt sich noch heute deutlich erkennen (siehe Bild Maueransatz), denn die angebaute Schildmauer ist schmaler als die Schenkellänge des oktogonalen Palas, wodurch auf der Innenseite der Schildmauer eine Nische entstand. Der spätere Anbau der Schildmauer an den alten Palas hat somit die für die Altersbestimmung wichtige oktogonale Grundform des Palas im Nordwesten gewissermaßen konserviert. Dies ist umso wichtiger, da die gegenüberliegenden Palasmauern im Südwesten stark beschädigt beziehungsweise nicht mehr vorhanden sind. Der Mauerverlauf im Burginnern wurde stark verändert beziehungsweise entstellt. Der anscheinend zusammenhängende Mauerteil, der sich heute dem Besucher hinter der Besuchertafel präsentiert, gehört wohl nur teilweise zur Burganlage und wurde größtenteils in einer wesentlich späteren Bauphase (vermutlich Ende des 19. Jahrhunderts) errichtet. Lediglich der linke (südwestliche) Teil dieser Mauer, der mit seinen großen und schweren Quadersteinen heute beeindruckt, dürfte Teil der alten Anlage sein. Dieser Mauerstreifen ist allem Anschein nach die Innenseite des alten Donjon und nicht die Außenseite eines anderen Gebäudes (Turm), wie es, durch den angehäuften Schutt dahinter, die heutige Betrachtung vermuten lässt. Der rechte Teil dieser Mauer, der oftmals als die Südostmauer eines Wohngebäudes (Palas) bezeichnet wird, gehört wohl nicht zur ursprünglichen Bebauung. Als Verlauf der alten Palasmauer im Südosten ist viel eher ein heute eher unscheinbarer, diagonal verlaufender Mauerstreifen anzusehen, der nach heutiger Betrachtung in seiner vom Palas losgelösten Stellung unlogisch und sinnlos erscheint. Im Hinblick eines oktogonalen Palas macht diese Mauer jedoch wieder völlig Sinn. Es liegt nun die Vermutung nahe, dass die Südostwand des Palas (eventuell beim Brand im Jahre 1503 oder bereits beim Erdbeben 1356) umstürzte und beim teilweisen Wiederaufbau (wahrscheinlich 1644 oder 1892 evtl. auch 1370) die Südmauer etwa drei Meter zurückversetzt, an das innere, schräge Ende des Oktagons angebaut und somit der Palas wesentlich verkleinert wurde. Messungen der Schenkellängen und Winkel der jeweiligen Mauern könnten darüber Aufschluss geben. Die Bebauung der alten Hauptburg bestand wohl in einem Wohnturm (Donjon), einem oktogonalen Palas und einem kleineren Wirtschaftsgebäude bzw. Stall. Ob nun zuerst ein Wohnturm und danach der oktogonale Palas oder umgekehrt oder eventuell sogar beide Gebäude zur gleichen Zeit nebeneinander standen, kann nicht abschließend gesagt werden.

### Abmessungen und Zustand der Burganlage

Grundriss der Burg Hauenstein

Arthur Hauptmann gibt als Länge der Schildmauer rund 70 Meter an. Dies scheint die Palasnordwand nicht zu berücksichtigen. Die Gesamtlänge der in nordwestlicher Richtung verlaufenden Mauer des alten Palas zusammen mit der später daran angebauten Festungsmauer dürfte etwa 95 Meter betragen. Neueste Erkenntnisse ziehen in Erwägung, dass sich die Anlage ursprünglich sogar über das am Nordende liegende Plateau erstreckte. Damit wäre die Gesamtanlage etwa 140 Meter lang gewesen und somit eine der größten Burganlagen am Oberrhein. Die Länge der dem Geländeverlauf angepassten, schräg verlaufenden Südwestmauer beträgt etwa 17 Meter, die Südostmauer der Hauptburg bis zum ehemaligen Tor der Hauptburg misst etwa 35 Meter. Danach verläuft die Mauer im Winkel von etwa 90° nach außen zur Felskante. An diese etwa 10 Meter lange Mauer schließt sich hufeisenförmig ein Rundturm an, der sich bis in den Innenhof der Burg wendet und einen Durchmesser von etwa 10 bis 15 Meter hatte. Der Felskante folgend in nordöstlicher Richtung verlief die heute größtenteils abgestürzte Südostmauer, die am oberen Drittel des Rundturms angesetzt ist und etwa 50 Meter lang war. In einer abgerundeten Kante geht sie in die Nordostmauer über, die am äußeren Ende der beiden abgerundeten Mauerenden etwa 30 Meter misst. Die Nordwest- sowie die Nordostmauer sind, dank Sanierungsarbeiten in der Zeit um 1892, mit Ausnahme der Palasnordwand, noch relativ gut erhalten und beeindrucken durch ihre Stärke von mehr als drei und einer Höhe von stellenweise bis zu etwa sieben Metern. Der östliche Teil der Südostmauer ist größtenteils abgestürzt beziehungsweise wurde im 18. Jahrhundert als Steinbruch verwendet und im 19. Jahrhundert aufgrund der Steinschlaggefahr abgetragen. Wahrscheinlich wurden zum Bau des naheliegenden Eisenbahnviadukts ebenfalls Steine der Burgruine verwendet. Im südlichen Teil der Südostmauer, im Bereich der Hauptburg, sind die Reste eines Rundturms sowie Mauerfragmente erhalten. Dieser Rundturm ragte, wenn überhaupt, wohl nur wenig über das obere Geländeniveau hinaus.
Weite Teile der Anlage sind heute von Pflanzen überwuchert. Auch im Inneren der Anlage befinden sich zahlreiche Sträucher und Büsche, die eine ordentliche Begehung und die Gesamtsicht auf die Anlage sehr erschweren. Das Mauerwerk des Palas bedarf dringender Sanierungsarbeiten, da der Mörtel an vielen Stellen brüchig ist und somit das Mauerwerk seinen Halt verliert.

### Charakteristik

Grundrissskizze verm. vor den Instandsetzungsarbeiten 1892

Sicht auf den alten Palas vom Burginnern

Der heutige Zugang zur Burg befindet sich in der Nordwestmauer und führt über ein 3,6 Meter hohes und 2,1 Meter breites, gewölbtes Tor ins Innere der Burg. Ob es sich dabei um den historischen Zugang handelt, wird in diversen Kreisen angezweifelt. Diskutiert wird auch ein möglicher Zugang von Nordosten her. Möglicherweise führte ein Tor durch einen eventuell dort stehenden Turm, der mit Hilfe einer Zugbrücke den dortigen Graben überspannen konnte. In einer Skizze aus dem 19. Jahrhundert werden an beiden Stellen Zugänge skizziert. Der Burgweg in der Nordwestmauer, der durch das schräg angelegte Tor in der Nordmauer führt, steigt in einer leichten Rechtskurve zum alten Palas bzw. der Kern- oder Hauptburg auf, die mit einem weiteren Tor gesichert war. Tief eingesenkt in eine hohle Gasse war der Zugang gut zu verteidigen. Alte Beschreibungen weisen darauf hin, dass der Palas hier im Westen auf der äußersten Felsspitze stand. Von Luttingen aus, einem Vorort von Hauenstein, glich der Palas einem Bergfried, den es, nach Metz, an dieser Stelle wohl so nicht gegeben hat. In alten Berichten ist die Rede von zwei Schlössern, jedes auf einem Felsen „einen Steinwurf“ voneinander entfernt gelegen. Damit war wohl das alte Palasgebäude im Süden und ein weiteres Schloss im Norden der Anlage gemeint.

#### Die alte Hauptburg
Das Gelände der alten Hauptburg verläuft leicht V-förmig und hat von der Nordost- bis zur Südwestmauer eine Länge von etwa fünfunddreißig Metern. Am Südende misst es eine Breite von etwa sechzehn, am Nordende rund zwanzig Metern. Dabei sind der heutige Zugang und der Rundturm nicht berücksichtigt, da diese wohl erst später errichtet wurden. Wie die Bebauung des alten Schlosses aussah, ist unklar. Einige Experten gehen von einem Wohnturm am äußersten Südzipfel aus. Möglich ist aber auch, dass die heute noch vorhandene Nordmauer Teil eines Palas war. Nimmt man dies an, so hatte er eine Breite von etwa zehn und eine Länge von etwa dreißig Metern, vorausgesetzt, er reichte tatsächlich bis ans äußerste Ende der Felskante, wie es in alten Beschreibungen überliefert ist. Zutreffender dürfte jedoch sein, dass der Palas lediglich etwa zwanzig Meter lang war und bis an einen vorgelagerten, noch heute vorhandenen Mauerrest hinreichte. Diese Möglichkeit würde den Bau weiterer notwendiger Nutzbauten erlauben, die ansonsten auf dem übrigen Palasvorhof keinen Platz gehabt hätten (siehe Modell). Dieser kleine Vorhof war zur übrigen Anlage hin mit einem weiteren Tor abgeriegelt. In einer weiteren Ausbauphase wurde der alten Hauptburg ein Rundturm im Nord-Osten angebaut, der wahrscheinlich mit einem weiteren Mauerkranz zum heutigen Burgzugang eine abgeschlossene Einheit bildete. Ein großer Bergfried an dieser Stelle der Anlage kann aufgrund der relativ geringen Mauerstärke von etwa 1,8 Metern wohl ausgeschlossen werden.

#### Das neue Schloss
Später wurde die Nordwestmauer erheblich erweitert, so dass sie nun fünfundneunzig bis einhundert Meter lang war. Im nordöstlichen Teil der Anlage stand vermutlich ein etwa dreizehn mal zehn Meter großer Turm, dem ein massiv gemauertes, etwa sechzehn mal zehn Meter langes „Ritterhaus“ angebaut war. Wahrscheinlich waren von diesem Haus lediglich die Rück- (Festungs)mauer und Seitenwände (Festungsmauer und Turm) sowie das erste Stockwerk der Frontseite massiv gemauert. Das zweite und eventuell dritte Stockwerk dürften jedoch in Holzbauweise aufgestockt worden sein.

#### Der Burghof
Zwischen den beiden „Schlössern“ befand sich ein etwa fünfundvierzig Meter langer und etwa neunundzwanzig Meter breiter Innenhof, in dem sich, den heute vorhandenen Schutthügeln nach zu urteilen, weitere Gebäude befanden. Zahlreiche Sparrenlöcher an der vermutlich mit einem hölzernen Wehrgang versehenen Nordwestmauer sind noch heute zu erkennen. Dabei dürfte es sich vorwiegend um Holzhäuser gehandelt haben. Das „Ritterhaus“ und der Turm im Nordosten der Anlage dürften aller Wahrscheinlichkeit nach in die gleiche Bauphase wie die angesetzte Nordostmauer fallen. Hier ist im Gegensatz zum südwestlichen Wohnturm kein Maueransatz zu erkennen. Auch die Mauerstärke ist hier konsistent mit der Festungsmauer. Die Mauern im südwestlichen, alten Palas hingegen sind deutlich dünner.

## Historische Beschreibungen der Burg

### Jahre 1471 und 1473
Wernet beschreibt in seinem Artikel Der Hauensteiner Landfahnen die Burganlage wie folgt:
Im burgundischen Original lautete ein weiterer Bericht Maître Mongin Contaults, Maître des Comptes à Dijon vom 3. Februar 1473:

« 157° Dit aussi que à mondit seigneur compete et appartient vne autre petite ville nommé Haustain en la Noire Montaigne, sur la riuiere du Rin, près d'enuiron ung quart de lieue dudit Loffenberg, close de poure cloison, combien qu'elle est en fort pays de montaigne, et n'y a que enuiron huit ou dix feux. Et y a deux chasteaulx, l'un prouchain de l'autre, plus près d'ung rux de pierre, l'un appartenent à mondit seigneur, et l'autre appartenant à Guillaume de Criez, assis sur vng rocq sur ledit Rin, lequel Guillaume le tient de fied de mondit seigneur. Ouquel chastel de mondit seigneur n'a demorance que pour vng receuer, car il n'y a que vng poille, vne chambre et estable pour deulx ou trois cheuaulx, avec une grosse tour quarrée qui est en grant ruyne, et est la principale place dudit pays de la Noire Montaigne. Desquelles villes et chastel mondit signeur a la plainne joyssance, ensemble d'aucunes das rentes y appartenant, lesquelles il ne sauroit declairer. Bien scet il que vng nommé Hance Meleur, muegnier, depuis vng an enca ou enuiron, s'est entremis et entremet de la recepte desdites rentes et reunenues, et ainsi l'a veu, et que à la dite seignoirie de Haustain competent et appartienent enuiron huit bon villaiges, oú il peult auoir plus de IIIc feux, et X ou XII autres villaiges, chacun de trois ou quatre feux. »

### Jahr 1580
1580 beschreibt Christian Wurstisen Hauenstein so:

„Nicht fern von Waldshut liegt am Rhein der gemauerte Flecken Hauenstein, mit einem alten Schloß, hat etwan besondere Herrschaft gehabt. Im 1108 Jahr, ward Hauenstein an S. Blasien erkauft und ertauschet, als ein Urbar daselbst anzeigt, mit welchem aber dieser Tausch beschehen, wird nicht vermeldet. Es bliebe bey dem Kloster, bis auf den letsten Hertzogen von Zeringen, nach welchem es an die Grafen von Freyburg, letstlich an das Haus Oesterreich kommen ist. Martin Freyherr von Stauffen schriebe sich der der Herrschaft Oesterreich Vogt zu Lauffenberg, Waldshut und Seckingen, Vogt auf dem Schloß Hauenstein, und den vier Orten des Schwartzwalds, in die Grafschaft Hauenstein gehörig, im Jahr 1476. Das Schloß ist vor siebentzig Jahren, durch ein Feuer, welches in Hanf kommen, so die Weiber darauf gehabt, verbrunnen, also daß nur ein schlecht Haus und Thurn dem Waldvogt zu einer Gefängnuß, darinnen übrig. Die Alb fleußt aus dem Schwartzwald allernächst darob in Rhein.“

Wurstisen bestätigt demnach den Kauf St. Blasiens im Jahre 1108, gibt aber keine Quelle dafür an.

### Jahr 1663
1663 schrieb Mattäus Merian über Hauenstein:

„Under Waldshut / und bey einer Stundt Fußwegs ob Lauffenberg / ligt das kleine Städtlein Hauenstein / oder Howenstein / am Rhein / so nur / wie ein schlechtes Fleckleih: auch Oesterreichisch. Es ist Vor-Zeiten auff dem Felsen allda ein alt zierlich Schloß gestanden / davon noch ein Thurn übrig / darinn der Wald-Vogt sein Gefängnüß hat.“

### Jahr 1833
Joseph Merk schreibt in Jahrbücher der Geschichte und Staatskunst 1833:

„…solche blieb eine ansehnliche Burg, bis auch sie im Bauernkriege, mit so mancher andern Burg, das Schicksal der Zerstörung theilte, nachdem sie schon früher durch Feuer viel gelitten hatte.“

## Burgkapelle

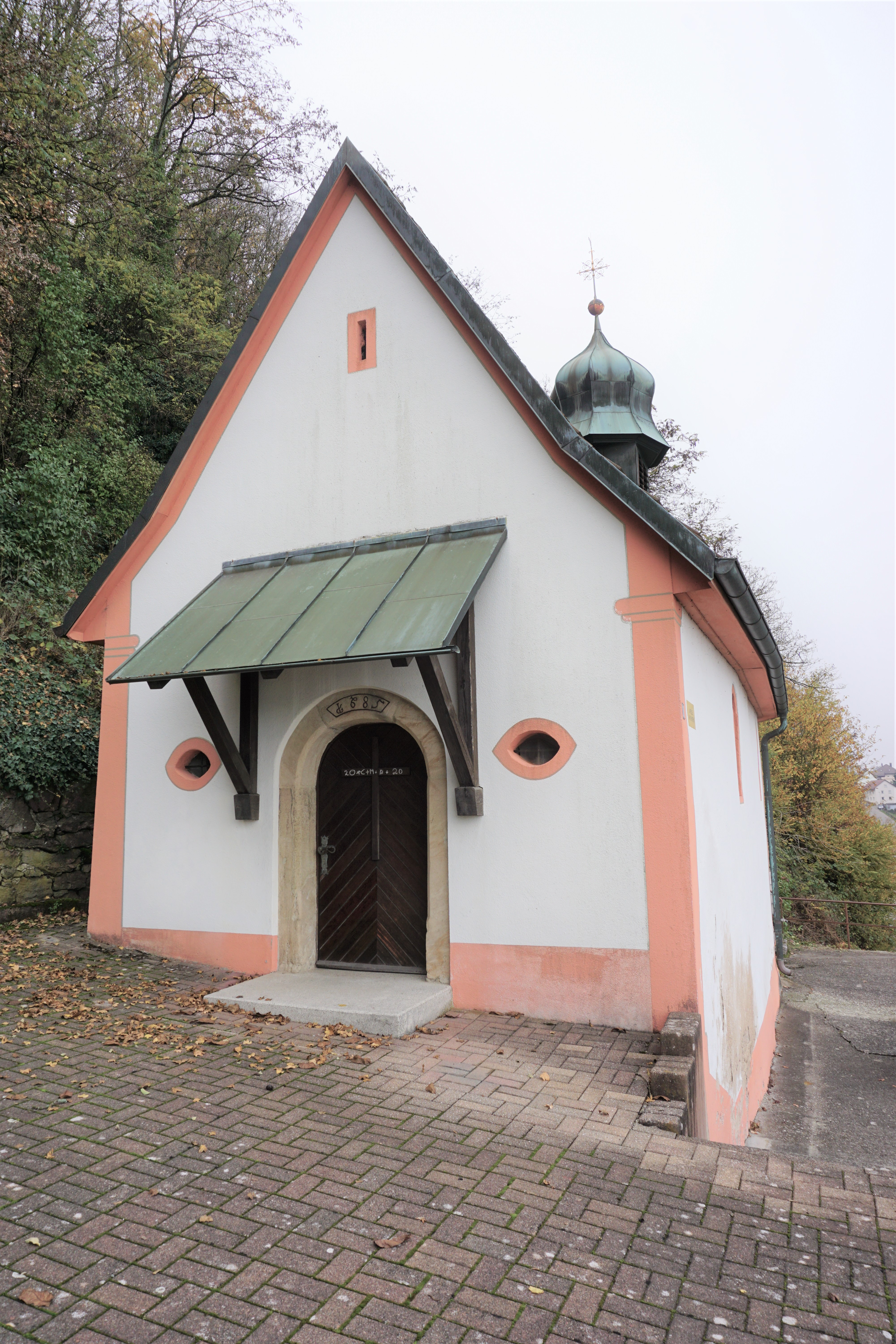
Josefskapelle unterhalb der Burgruine Hauenstein

Die zur Burg gehörende Kapelle, die dem heiligen Josef geweiht ist, befindet sich unterhalb der Felskante zwischen Hauptburg und Vorburg (Städtchen Hauenstein). Der Bau der Kapelle soll auf das Jahr 1215 zurückgehen. 1503 brannte die Kapelle zusammen mit der Burg nieder. 1641 entschied man sich dafür, die Kapelle wieder aufzubauen. Ein über dem Eingang befindlicher Sandstein trägt die Jahreszahl 1685. Im Jahre 1797 wurde die Kapelle von den Franzosen ausgeraubt. Einen Abriss im Jahre 1826 konnte die Bürgerschaft verhindern. 1949 wurde die Kapelle grundlegend renoviert. Sie ist das einzige vollständig erhaltene, zur Burg gehörende Gebäude.

## Die Vorburg
Bei der in einigen Berichten erwähnten Vorburg handelt es sich um das unterhalb der Burg, zum Rheinufer hin gerichtete, Städtchen Hauenstein. Dies erkennt so auch Joseph Merk von Freiburg in seiner Schilderung Geschichte des Ursprunges, der Entwicklung und Einrichtung der hauensteinischen Einung im Mittelalter. Ob ein Zugang von der Vorburg, das heißt vom Städtchen Hauenstein, zur steil darüber liegenden Hauptburg bestand, ist nicht bekannt. Eventuell bestand ein Verbindungsgang im Rundturm. Lange wurde angezweifelt, dass die Vorburg, das heißt, das Städtchen Hauenstein, überhaupt über eine Befestigung verfügte. Sicher ist, dass nach Westen hin eine Stadtmauer stand. Diese existiert noch in weiten Teilen, kann aber nicht ohne weiteres ausgemacht werden, da sie zur Giebelmauer eines daran gemauerten Hauses umfunktioniert wurde. Dass es Reste der Stadt- und nicht einer Hausmauer sind, verrät die Stärke von etwa einem Meter Dicke. Auch der Verlauf mit darüberliegenden Mauerresten, die wohl nie zu einem Haus gehört haben können, bestätigt vielmehr die Existenz einer Stadtmauer im Westen. Wenn demzufolge eine Westmauer vorhanden war, die Vorburg nach Norden durch die Hauptburg und vom Süden durch die natürliche Barriere des Rheins geschützt war, weshalb sollte dann der einzig verbleibende Zugang von Osten nicht befestigt gewesen sein, zumal dieser nur etwa 20 Meter breit ist? Dies ist eher unwahrscheinlich, somit darf davon ausgegangen werden, dass auch das Städtlein Hauenstein rundum befestigt war. Ein Bericht über die Stadt Hauenstein aus dem Ende des 18. Jahrhunderts bestätigt diese Annahme. Darin heißt es: „Dieses Städl besteht aus 18 Häusern, welche sehr klein und schlecht erbaut, und kann mit zweyen Thoren beschlossen werden…“